# 永い言い訳
『永い言い訳』（ながいいいわけ）は、西川美和による小説。文藝春秋から書き下ろしで2015年2月25日に刊行された。突然家族を亡くした人々がいかに人生を修復するかを通じて、人間関係の幸福とその不確実さを描く。第28回山本周五郎賞、第153回直木三十五賞候補作。2016年本屋大賞第4位。
およびそれを原作に著者自ら脚色・監督した2016年10月14日公開の日本映画。映画は、第41回トロント国際映画祭スペシャルプレゼンテーション部門出品作品。

## あらすじ
テレビのクイズ番組などにも出演する人気作家・津村啓は、俳優のような顔立ちの、自意識の強い尊大な男である。衣笠幸夫という本名も、プロ野球選手の衣笠祥雄と同音同名なのを嗤われるのが嫌で隠しており、結婚以来ずっと散髪してもらっている美容師の妻・夏子の真っ直ぐな言葉さえ、からかわれていると受け止めてしまう有様だった。
ある日、夏子が親友の大宮ゆきとともにスキー旅行に出かけた留守中、幸夫は自宅に愛人の編集者福永千尋を連れ込む。翌朝、千尋とじゃれ合っていると、山形県警から電話が入り、夏子の乗った夜行バスが雪柳湖に転落したと告げられる。現地で夏子を荼毘に付し、都内で派手な葬式を上げ、聞く者を涙させる喪主挨拶をし、多くの報道・ワイドショーに撮影される幸夫だったが、前髪の乱れは気になっても、悲しみの感情は起こらない。一人きりになった自宅では、葬儀での自分の評判や、不倫が発覚していないかのエゴサーチばかりをするのだった。
数日後の遺族説明会で、幸夫は、自分とは対照的に妻ゆきを喪った悲しみや怒りを露わにするトラック運転手・大宮陽一と出会う。千尋との仲も仕事もうまくいかない幸夫は、陽一からの連絡を受け、遺族どうしで会って話すことにする。幸夫の馴染みの麻布十番のフレンチレストランで陽一、聡明な小学6年生の息子・真平、保育園児の娘・灯と会食するが、甲殻類アレルギーの灯が隠し味の蟹味噌でアナフィラキシーショックを起こす。陽一は灯を病院に連れて行き、幸夫は真平を家まで送る。陽一の帰りを待ちながら真平の境遇を聞いた幸夫は、気まぐれな思いつきで、大宮家の子守りを買って出る。
不慣れながらも子どもの世話や家事に没頭し、擬似的に家族や生活を取り戻したかに見えた幸夫は、これまで気乗りしていなかった、雪柳湖を訪れ妻の死を語るドキュメンタリー番組の仕事を引き受ける。しかし、折悪く妻の遺品のスマートフォンの中に、自分宛ての未送信のメールを見つける。そこには「もう愛してない。ひとかけらも。」と書かれていた。メールに自尊心を傷つけられた幸夫は、湖畔でカメラを前に妻を罵ってしまう。
一方、いつまでも妻ゆきのことが忘れられずにいた陽一は、家族で出かけた科学館でサイエンスコミュニケーターの鏑木優子と知り合う。彼女と大宮家の接近を知らなかった幸夫は、灯の誕生日会に同席した鏑木優子を受け入れられず、酒をあおり、子どもたちに暴言を吐き、家を飛び出す。
大宮家との関わりを打ち捨てた幸夫は荒れた生活を再開する。幸夫に棄てられた大宮家もまた荒れていき、真平は塾通いをやめゲームに逃げ込み、その態度に苛立つ陽一は真平を殴り、殴られた真平は「お父さんみたいになりたくない」と父を罵る。その未明、陽一は山梨県で衝動的自殺に近い事故（原作小説ではデリヘル嬢に首を締めさせた挙げ句の傷害事件）を起こし、幸夫に連絡がくる。
陽一を迎えに行く道中、父を呪った感情を悔いる真平を慰めつつ、幸夫は「自分を大事に思ってくれる人を簡単に手放しちゃいけない。みくびったり、おとしめたりしちゃいけない」と諭す。それはこれまで口にできなかった、妻に対する自分への深い反省の言葉でもあった。釈放された陽一らと別れた帰りの列車で、幸夫は迸る思いを激しい勢いで著しはじめる。それから、葬儀以来疎遠だった夏子の勤め先の美容院を訪ね、夏子の死後伸ばしっぱなしだった髪をばっさりと落とす。
数カ月後、夏子との関係を綴った幸夫の新刊が小さな文学賞をとり、ささやかな記念パーティーが開かれる。大宮家も招待され、公立中学に進学した真平がスピーチを行う。小学生になった灯からは、大宮家と夏子のビーチでのスナップ写真を贈られる。失われた家族がみな笑っている写真を一人になった家に飾ると、幸夫は、夏子の遺品を一つ一つ、対話するように手に取り、片付けていくのだった。

## 書誌情報
- 『永い言い訳』 文藝春秋 2015年2月25日 ISBN 978-4-16-390214-2
- 『永い言い訳』 文春文庫 2016年8月4日 ISBN 978-4-16-790670-2

## 映画

### キャスト
- 衣笠幸夫（津村啓） - 本木雅弘[6]
- 衣笠夏子 - 深津絵里[6]
- 大宮陽一 - 竹原ピストル[6][7]
- 大宮ゆき - 堀内敬子[6][7]
- 大宮真平 - 藤田健心[6][7]
- 大宮灯 - 白鳥玉季[6][7]
- 岸本信介 - 池松壮亮[8]
- 福永智尋 - 黒木華[8]
- 鏑木優子 - 山田真歩[8]
- 栗田琴江 - 松岡依都美
- 桑名秀人 - 岩井秀人
- 大下潤之介 - 康すおん
- 田原尚也 - 戸次重幸
- 甲斐くん - 淵上泰史
- 増田耕作 - ジジ・ぶぅ
- 山本康三 - 小林勝也
- 安藤奈緒美 ‐ 木村多江（声のみ）

### スタッフ
- 原作：『永い言い訳』西川美和（文藝春秋刊）
- 脚本・監督：西川美和
- 挿入歌：手嶌葵「オンブラ・マイ・フ」[9]
- 製作：川城和実、中江康人、太田哲夫、長澤修一、松井清人、岩村卓
- プロデューサー：西川朝子、代情明彦
- 助成：文化庁文化芸術振興費補助金
- 配給：アスミック・エース
- 制作プロダクション：AOI Pro.
- 製作：「永い言い訳」製作委員会（バンダイビジュアル、AOI Pro.、テレビ東京、アスミック・エース、文藝春秋、テレビ大阪）

### 受賞歴
- 第90回キネマ旬報ベスト・テン（2017年）[10]
  - 助演男優賞（竹原ピストル）
  - 日本映画ベスト・テン 第5位
- 第71回毎日映画コンクール（2017年）[11]
  - 男優主演賞（本木雅弘）
  - 監督賞（西川美和）
- 第40回日本アカデミー賞[12]
  - 優秀助演男優賞（竹原ピストル）
- 第26回日本映画批評家大賞
  - 脚本賞（西川美和）
- 第17回ニッポン・コネクション
  - ニッポン・シネマ賞

### 関連商品
書籍
- 映画「永い言い訳」にまつわるXについて（2016年7月7日、実業之日本社、著：西川美和）